# Bocimar
Bocimar is actief in het transport van droge bulk over zee. Trampingmaatschappij Bocimar maakt sinds 1982 deel uit van de Belgische groep CMB, Compagnie Maritime Belge. 
De hoofdzetel bevindt zich in Antwerpen. 
Bocimar heeft een uitgebreide vloot, bestaande uit 19 schepen waarvan het merendeel capesizeschepen zijn. Dit zijn schepen die omwille van hun afmetingen niet door het Panamakanaal en het Suezkanaal kunnen en dus rond De Kaap moeten.
Steenkool, ertsen en granen zijn de voornaamste lading.